# Béatrice de Staël
Pour les articles homonymes, voir Staël.
Béatrice de Staël, née le 6 avril 1958 en banlieue parisienne, est une actrice française travaillant principalement pour le cinéma.

## Biographie
Béatrice débute au théâtre dans Tambours dans la nuit de Bertolt Brecht mis en scène par Didier George Gabily ou encore Carine ou la fille folle de son âme de F. Commenlinck. Elle réalise en 1985 son premier court-métrage, Charlotte Chocolat, produit par le G.R.E.C, dans lequel elle joue une jeune fille anorexique boulimique qui essaie de résister à la tentation d’aller à la boulangerie et dont l’obsession pour les gâteaux lui interdit toute relation, même avec le boulanger. On sent déjà le décalage comique qui fera plus tard sa marque de fabrique et une inventivité dans la simplicité des plans.
En 1995, elle réalise Nicolas, un court-métrage intime sur une baby-sitter et un enfant autiste, qui ré-affirme son intérêt pour les laissé(e)s pour compte.
C’est en tant qu’actrice que Béatrice est révélée au grand public, à la fin des années 2000, pour son interprétation dans les films de Valérie Donzelli. Elle poursuit sa carrière de comédienne sous la direction de Samuel Collardey, Xavier Gianolli ou encore Riad Sattouf. On a pu aussi la voir dans le film Indésirables réalisé par Philippe Barassat ainsi que dans Les Bêtises réalisé par Alice et Rose Philippon. Ses seconds rôles pétillants et son jeu en contrepoint font la singularité de Béatrice. Son travail de réalisatrice s’inscrit dans cette veine. Elle co-réalise ainsi en 2015 avec Brigitte Sy La promenade du diable, un exercice formel autour du faux, une comédie policière où l’enquête est un prétexte auquel même les deux protagonistes ne croient pas, trop occupées à se mentir l’une à l’autre et à elles-mêmes.
Son premier long-métrage, Vacances, co-réalisé avec Léo Wolfenstein, est tourné en 2020 avec Géraldine Nakache dans le rôle principal. Il s'agit d'une comédie dramatique, dont elle écrit le scénario avec Philippe Barassat.

## Filmographie

### Cinéma
- 2009 : La Reine des pommes de Valérie Donzelli : Rachel
- 2011 : La Guerre est déclarée de Valérie Donzelli : Docteur Prat, la pédiatre d'Adam
- 2011 : Le Prolongement de moi de Steve Catieau : Frédérique F.
- 2011 : Anna et Otto de Julien Petit : La mère
- 2011 : C'est pas de chance quoi ! de Hélène Médigue (court métrage) : La dame de l'agence
- 2012 : L'Île aux cons de Gilles Galud et Charlie Dupont : La caissière
- 2012 : Superstar de Xavier Giannoli : Animatrice de l'exposition à la mairie
- 2012 : Main dans la main de Valérie Donzelli : Constance de la Porte
- 2013 : 16 ans ou presque de Tristan Séguela : Dermatologue
- 2014 : Jacky au royaume des filles de Riad Sattouf : L'épicière
- 2014 : Indésirables de Philippe Barassat : L'aveugle
- 2014 : Le Chanteur de Rémi Lange : la femme du client
- 2015 : L'Astragale de Brigitte Sy : la prostituée au commissariat
- 2015 : Les Bêtises d'Alice et Rose Philippon : Edith
- 2018 : Ami-ami de Victor Saint-Macary : Elena, la mère de Vincent
- 2020 : La Rupture de Philippe Barassat : Jean
- 2022 : Vacances d'elle-même : Jeanne
- 2022 : Tout fout le camp de Sébastien Betbeder : la taxidermiste
- 2024 : Une affaire de principe d'Antoine Raimbault : Michèle

### Télévision
- 2011 : Simple d'Ivan Calberac (téléfilm) : l'assistante sociale
- 2017 : La Mort dans l'âme de Xavier Durringer (téléfilm) : la prof
- 2020 : Si tu vois ma mère de Nathanaël Guedj (téléfilm) : Gisèle
- 2020 : Emily in Paris (série télévisée) : Claudette
- 2025 : Le Sens des choses : La mère de Philippe